# Tomteboda station

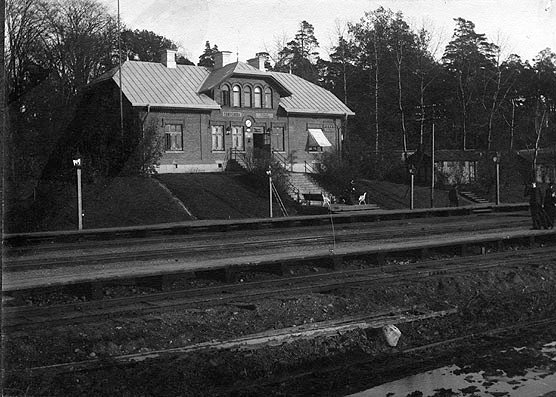
Tomteboda station 1902

Tomteboda station var en station i Tomteboda i Solna kommun.
Stationshuset uppfördes 1882 efter ritningar av chefsarkitekten vid Statens Järnvägars arkitektkontor Adolf Vilhelm Edelsvärd. Stationen anlades i samband med dragningen av Värtabanan som från Värtahamnen via Norrtull anslöt till Norra stambanan vid både Tomteboda och Karlberg som ett triangelspår. Värtabanan hade då persontrafik varför stationshus anlades. Värtabanan togs i trafik 1882 och stationsbyggnaden stod klar samma år. Den officiella invigningen företogs dock först 1890. När stationshuset byggdes ledde en trappa upp till det från perrongen och spåren nedanför. Det fanns då inte några spår bakom huset, men redan strax efter sekelskiftet var stationshuset helt kringbyggt av spår, och av den anledningen upphörde all persontrafik till och från Tomteboda station redan på 1910-talet. Ungefär samtidigt upphörde persontrafiken på Värtabanan, år 1913. Därefter har statioshuset använts till personallokaler, godsexpedition, överliggning m m. Ända in i sen tid har det också funnits en tjänstebostad i byggnadens övervåning. 
Stationshuset var en tegelbyggnad under valmat svart plåttak. Det hade omsorgsfullt murade detaljer och rundbågefönster på framsidan och gavlarna. Knutarna var putsade med slätputs och avfärgade med grått, och taksprånget avslutades med ett spetsmönster i trä. Stationsbyggnaden byggnadsminnesmärkesförklarades 1986, men stod på platsen för Citybanans norra tunnelmynning varför Banverket lät demontera exteriören och de antikvariskt intressanta inredningsdetaljerna i maj och juni år 2006 efter att byggnadsminnesförklaringen hävts två år tidigare. Delarna lagras i väntan på att en ny plats för byggnaden skall utses och finansiering för dess återuppbyggnad säkras.